# Coppa delle Stelle del Qatar
La Coppa delle Stelle del Qatar (in arabo كأس نجوم قطر‎?, in inglese Qatar Stars Cup) è una competizione calcistica qatariota che si svolge annualmente e a cui prendono parte le squadre partecipanti alla Qatar Stars League. La prima edizione della competizione si è svolta nel 2009. 
La squadra più titolata nel torneo è l'Al-Gharafa, vincitore di tre edizioni.

## Albo d'oro
- 2009 :  Al-Gharafa 5-0   Al-Ahli Doha
- 2010 :  Al-Sadd 1-0   Umm-Salal
- 2011-2012 :  Al-Wakrah 0-0 (10-9 dtr)  Al-Kharitiyath
- 2012-2013 :  Al-Jaish 2-0   Al-Arabi
- 2013-2014 :  Qatar SC 3-2   Al-Sadd
- 2017-2018 :  Al-Gharafa 3-2  Al-Rayyan
- 2018-2019 :  Al-Gharafa 1-0  Al-Duhail
- 2019-2020 :  Al-Sadd 4-0  Al-Arabi
- 2020-2021 :  Al-Sailiya 2-0  Al-Rayyan
- 2021-2022 :  Al-Sailiya 5-4  Al-Wakrah
- 2022-2023 :  Al-Duhail 1-0  Umm-Salal
- 2023-2024 :  Umm-Salal 4-4 (3-1 dtr)  Al-Arabi

## Vittorie per squadra
| Squadra    | Vittorie |
| ---------- | -------- |
| Al-Gharafa | 3        |
| Al-Sadd    | 2        |
| Al-Sailiya | 2        |
| Al-Wakrah  | 1        |
| Al-Jaish   | 1        |
| Qatar SC   | 1        |
| Al-Duhail  | 1        |